# 維魯舒夫縣

51°18′N 18°9′E / 51.300°N 18.150°E
維魯舒夫縣（波蘭語：Powiat wieruszowski），是波蘭的縣份，位於該國中部，由羅茲省負責管轄，首府設於維魯舒夫，面積576平方公里，2006年人口42,336，人口密度每平方公里73人。